# 志摩マキ
志摩 マキ（しま まき、1991年9月19日 - ）は、タイと日本のハーフ女性モデル・タレント・女優。
タイのチェンマイ出身。Paradiso International所属。

## 略歴
アジアンビューティートップモデルとしてワールドワイドに活躍。「ベストジーニスト一般新人部門」の2013年度グランプリ受賞を皮切りに、YSLイヴ・サンローラン モデルコンテスト準優勝・初代Guess girl model search japan Top5・2014ミスワールド日本代表ファイナリスト 等や雑誌広告モデルとしても多数出演。
また、タイ向け冠TV番組『MAKI CHANNEL』メインMCほか ベストジーニストから生まれたボーカルユニットJeanistのメンバーとしてJapan Expo含め、海外中心にライブ活動中。
2016年秋から全国公開される映画「古都」から生まれたスピンオフのネスレアミューズとのコラボ オリジナルショートフィルム【Matcha!!!】で女優としてデビュー。  
2017年、MONKEY MAJIKのシングル『Is this love?』のミュージックビデオに主役として出演。
講談社『VoCE』のモデルその他でも活動中。
最近は日本とタイのハーフモデルとして、タイからコンサドーレ札幌に移籍したチャナティップ・ソングラシン 選手に、JリーグのFacebookページでリポーターとしてライブ動画でリポート、そのライブ動画結果の再生回数は106万回し、タイのメディアでも多く取り上げられた。

## 人物
- 綺麗な黒髪ロングヘア
- 特技：寅さんの真似、仲間由紀恵の真似
- 妹が1人いる[3]。
- 中村アン、きゃりーぱみゅぱみゅ、ピコ太郎　とのツーショットをFacebookに公開

## 作品

### 映画
【Matcha!!!】【映画『古都』 x ネスレアミューズコラボレーション企画】
京都室町、大店の呉服問屋の跡取り息子、水木真太郎（演:葉山奨之）は大学生。キャンパスライフを満喫していたが、卒業後は店を継がなければいけないため、どこか割り切れない自分もいた。そんなある日、鴨川で溺れているタイ人のジャスミン（演:志摩マキ）を助ける。ジャスミンは世界中を旅するバックパッカーで、その日の京都の観光案内を真太郎がすることになる。出会ったばかりの二人がお互いの価値観を共有した、たった1日の大切な思い出。忘れられない味。
映画『古都』 x ネスレアミューズコラボレーション企画 特集ページはこちら
https://nestle.jp/koto-collabo/?utm_s...

### アルバム
Jeanist
- 「ベストジーニスト」で2012年から始まった一般新人部門で初代グランプリを獲得した本多麻衣、2013年グランプリ獲得の志摩マキ、2014年アーティスト賞を獲得した近衛えみりの3人からなる女性ボーカル・グループ。1stアイテム『PLAYBUTTON』にてデビュー。

## 出演

### テレビ
- 2013年10月25日放送 ThaiTVCH3 - ニュースインタビューや番組に出演
- 2014年11月～12月 タイTV（ch5）【Sugoi Japan】 - 5回放送スペシャルゲストMCとして連続出演
- 2015年3月～ 日本文化を紹介する番組　【MAKICHANNEL】　 - レギュラーメインMC
- 2015年4月～ 日本の観光地を紹介する番組【Many Many Japan】 - レギュラーメインMC （タイ放送）

### 広告
- アカクラ FLAG blu-verde靴
- CECIL McBEE サングラス
- PARIS HILTON サングラス
- PARADISO イタリアミネラルウォーター

### CM
- 2019年2月～海外向けてのJR SKISKI Web CM
- 2018年4月～全国OA資生堂UNO TVCM
- 2016年5月25日から日本政府観光局JNTO 海外向けCM

### MV
2017年4月5日にリリース  MONKEY MAJIK のNew single 【is this love?】( CYBORG009 CALL OF JUSTICE サイボーグ009 (アニメ)のエンディングソング)のミュージックビデオの主役として出演
- 2016年8月4日～オリンピック向けの内閣官房国際感染症対策調整室のジカ熱の国のCMとして出演

### その他
- 2012年 大阪オートメッセイメージガール（他メンバー：清田絵里加、田邊梨絵、ソンミ）[4]
- 2014年 タイのNo.1 モード誌「Dichan magazine」1月号 12ページ特集
- 2015年 ハワイ最大の欧米人向けツーリストマガジン「This week Magazine」 - 4島の表紙に起用される（2015年5月までハワイ全島）
- 2015年 オーストラリアのシドニーで出版されている雑誌「Japaralia」 - 表紙モデル

## 受賞歴
- 2013年 ベストジーニスト一般新人部門 - グランプリ
- 2013年 イヴ・サンローランビューティーモデルコンテスト - 準優勝
- 2014年 GUESS GIRLモデルオーディション - 日本初代Top5ファイナリスト
- 2014年 ミス・ワールド - 日本代表ファイナリスト[1]
- 2014年 ミス・ツーリズムワールドジャパン - 日本初代準優勝
- 2015年 ミス・グランド・ジャパン - ファイナリスト